# Alla Pugatjova
 Der er for få eller ingen kildehenvisninger i denne artikel, hvilket er et problem. Du kan hjælpe ved at angive troværdige kilder til de påstande, som fremføres i artiklen.

Alla Borisovna Pugatjova (russisk: А́лла Бори́совна Пугачёва, engelsk translitteration: Alla Borissovna Pugacheva, født den 15. april 1949) er en russisk sangerinde og skuespiller.
Alla Pugatjova er en af de mest populære sangere i Rusland og i det tidligere Sovjetunionen, hvor hun har solgt over 250 millioner CD'er.
Hun har deltaget i Europæisk Melodi Grand Prix 1997 med sangen Prima Donna, der dog kun opnåede begrænset succes.
Hendes store popularitet i det tidligere Sovjetunionen og i Rusland har indbragt hende den russiske Fortjensmedalje for Fædrelandet. Medaljen blev overrakt af den russiske præsident Dmitrij Medvedev.
Pugatjovas sange handler ofte om kærligheden, sorgen og nostalgien.
Hun er mor til Kristina Orbakajte.
1. ↑  Navnet er anført på svensk og stammer fra Wikidata hvor navnet endnu ikke findes på dansk.
2. ↑  Navnet er anført på svensk og stammer fra Wikidata hvor navnet endnu ikke findes på dansk.
3. ↑  Navnet er anført på russisk og stammer fra Wikidata hvor navnet endnu ikke findes på dansk.